# Charles Cotesworth Pinckney
Charles Cotesworth (C.C.) Pinckney (Charleston (Carolina do Sul), 25 de fevereiro de 1746 – 16 de agosto de 1825) foi um estadista dos Estados Unidos da América e delegado constitucional. Era membro do Partido Federalista e foi candidato à vice-presidência em 1800 e à presidência em 1804 e 1808, perdendo sempre.
Estudou direito em Inglaterra, e regressou à América para exercer como procurador-geral. Envolveu-se como militar na guerra da independência e foi feito prisioneiro pelos ingleses.
Teve um papel ativo na Convenção de Filadélfia (1787). Sucedeu a James Monroe como ministro em França (uma espécie de embaixador), depois de recusar variados cargos políticos propostos por George Washington.
Viu-se envolvido no caso XYZ.